# 吕渊
吕渊（？—？），陕西凤翔（今陕西凤翔）人，是一名明朝政治人物。贡生出身。
吕渊曾于1373年接替冯荣任华亭县知县一职，1374年由周朗接任。